# Mbreshtan
Mbreshtan – wieś położona w południowo-wschodniej części Albanii w gminie Novoselë. Wieś znajduje się 129 kilometrów od stolicy państwa, Tirany.